# Vasa recta renali

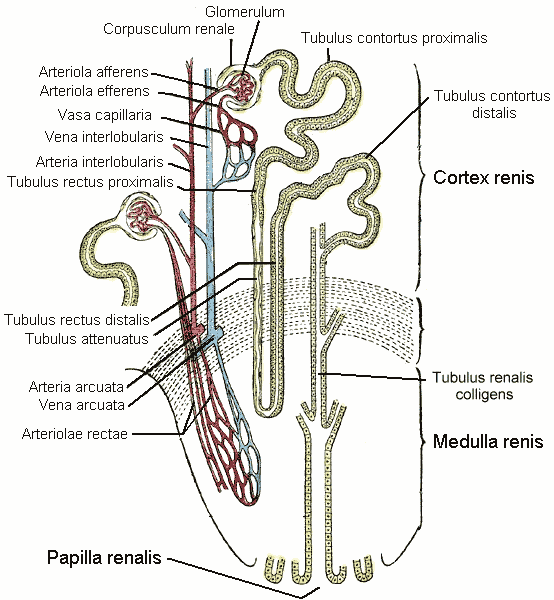
Struttura di un nefrone, i vasa recta sono denominati arteria recta

I vasa recta renali rappresentano una rete di vasi che vanno a contribuire in piccola parte (1-2% del totale del flusso ematico renale) al rifornimento ematico della midollare renale. Questi vasi derivano dai nefroni localizzati nella corticale profonda in prossimità della midollare. Qui, le arteriole efferenti si dirigono direttamente nella midollare e danno luogo ai vasa recta. 
I capillari dei vasa recta terminano nelle venule che risalgono e si svuotano nelle vene arcuate e interlobulari. I capillari dei vasa recta sono localizzati in spazi stretti tra la parte midollare del tubulo renale, e portano via l'acqua e i soluti riassorbiti da quelle sezioni del tubulo.